# 水火同源
23°19′20″N 120°29′06″E / 23.322175°N 120.485038°E

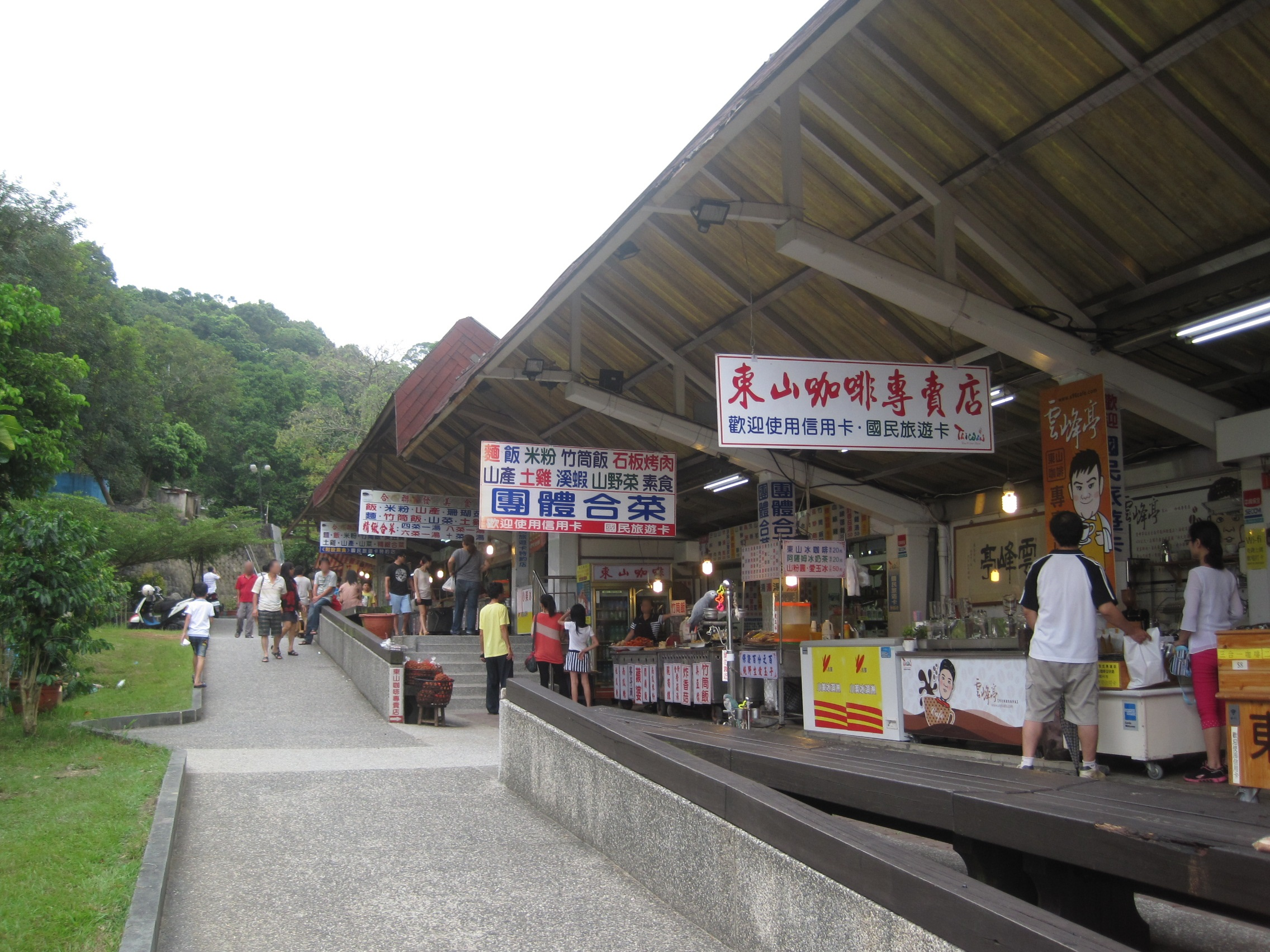
附近的商店街

水火同源，又名水火洞、水火河，是一處水與火共存的自然景色，為臺灣七大奇景之一。位於臺南市白河關子嶺風景區，枕頭山麓西南側，六重溪斷層附近上脊斜軸部上的石壁。壁上冒出的天然氣可使點燃的火焰不熄滅，同時又有泉水從崖壁細縫中潺潺流出，火噴其間，無煙亦無燄，形成水中有火，火中有水的特別景觀。

## 歷史
自康熙四十年（1701年）被大仙寺的參徹禪師發現後，火勢一直維持至今。1964年白河地震前一直是集中一束，火勢旺盛；地震之後，火焰分散自幾個孔隙冒出，火勢較弱，猶如水面浮花。日治時期鄉民雕刻一尊名為水火神君或稱不動神君的神像在出火處之上，以供膜拜。

## 傳說

### 仙奶泉傳說故事
傳說有位排灣族青年為了治療母親而前往仙奶泉取治百病的泉水，且在旅途中結識鳳姑娘。然而歷經千辛萬苦打敗仙奶泉的守護獸並取得泉水後，卻因違反與神的約定而遭到太陽神的懲罰，最終變為鳳梨與泥土。

### 麒麟傳說故事
當地口耳相傳關子嶺住著一隻麒麟，水火同源就是牠的頭，尾巴在紅葉隧道往東延伸，溫泉區就是牠四隻腳所站立的位置，而溫泉就是牠的尿，牠活潑外向，喜歡噴火供人觀賞，保護著關子嶺歷代子民。。